# 陳済成
陳 済成（ちん さいせい）は中華民国の政治家・外交官。南京国民政府（汪兆銘政権）の要人。

## 事跡
日中戦争（抗日戦争）勃発後、汪兆銘（汪精衛）に合流する。その下で中国国民党中央候補監察委員兼社会部部長に任じられた。
1940年（民国29年）3月に南京国民政府が成立すると、国民党海外党務委員会委員となる。また、僑務委員会委員長にも任命された。1942年（民国31年）3月、辺疆委員会委員長に転じる。翌年1月、国民政府委員に異動した。同年2月、満州国大使に任命され赴任。
日本敗北・汪兆銘政権崩壊後に漢奸の容疑で逮捕され、上海市の提藍橋監獄に収監。陳の最終的な行方・没年については不明。彼の息子は慶應義塾大学へ留学して歴史を研究し、その息子の祖徳は中華人民共和国で初めて囲碁のプロ棋士となった。